# Dormir al sol (película)
Dormir al sol es una película argentina dirigida por Alejandro Chomski sobre su propio guion basado en la novela homónima de Adolfo Bioy Casares que se estrenó el 15 de marzo de 2012 y que tuvo como protagonistas a Luis Machín, Esther Goris, Carlos Belloso y Florencia Peña. Fue rodada en Villa Mercedes, provincia de San Luis, como si fuera Parque Chas (y en Parque Chas también).

## Sinopsis
Lucio Bordenave lleva una apacible existencia de casado en un pequeño barrio porteño apartado de todo, con calles circulares. Repentinamente su mujer, Diana, es internada en un instituto de salud mental, destinado a curar a gente “especial”. Bordenave se ve envuelto de pronto en una serie de impredecibles peripecias, donde lo real se confunde con lo imaginado, el sueño con la vigilia y la locura con la lucidez.

## Reparto
Participaron en el filme los siguientes intérpretes:
- Luis Machín ... Lucio Bordenave
- Esther Goris ... Diana Bordenave
- Carlos Belloso ... Dr. Samaniego
- Florencia Peña ... Adriana María
- Norma Argentina ... Sra. Norma
- Mariana Chaud ... Atrapa moscas
- Héctor Díaz ... Dr. Campolongo
- Vilma Ferrán ... Ceferina
- Alfonso Pícaro ... Don Martín
- Enrique Piñeyro ... Dr. Standle
- Walter Reyno ... Dr. Rivaroli
- Mercedes Scápola ... Paula
- Martín Urbaneja ... Enfermero Martínez
- Eduardo Wigutow ... Félix Ramos
- Fabio Carrera ... Picardi
- Santiago García Isles ... Dentudo
- Romina Richi
- Martín Mosainer ... Martincito
- Nicolás Rodríguez ... Alejandro

## Comentarios
Para el cronista de Clarín

"El universo de Bioy Casares es más o menos difícil de trasladar a la pantalla...en particular el de Dormir al sol...relato en el que las sutilezas enmarcan una trama con sorpresas, más que vueltas de tuerca....La riqueza del filme...radica en la creación de atmósferas y la (re)creación de época -Parque Chas, sin tiempo especificado, serían los ‘50-. En pocas películas la ambientación cobra la fuerza necesaria para acompañar y no reforzar lo que se está contando. El relato tiene un momento...en el que...a la sonrisa que acompaña la comprobación de lo que se intuía, le sigue un desenlace acorde con lo que venía pasando...Como toda buena película, Dormir al sol permite más de un interpretación, más de una mirada. Cada cual con lo suyo, cada loco con su tema.”

Dijo el crítico de Diario Ámbito Financiero:

¿Cómo llevar al cine la singular extrañeza, el humorismo de acción retardada y las amables (solo aparentemente nimias) especulaciones filosóficas de Bioy Casares?...El realizador … captó el tono del escritor, su modo de introducirnos en ciertos asuntos y hacernos sentir, entre gozosos, curiosos, y crecientemente inquietos, algo raro en la normalidad cotidiana, algo que se manifiesta con una lógica levemente distinta a la que uno supone, y que al final puede resultarnos brillante como exposición, pero terrible como especulación. Todo eso, prácticamente sin efectos especiales ni exageraciones fotográficas. Solo con un excelente elenco...la ambientación de Mariana Di Paola en un barrio que envuelve y encierra a sus habitantes, y en un tiempo, el de los años 50, que genera evocaciones de hogar, vida tranquila, costumbres familiares, mantenido amor matrimonial, e inocente respeto, pero también miedo particular ante las experimentaciones de la ciencia.…uno de los deleites de la novela es esa capacidad de contar algo dramático como si fuera una cachada....De eso le falta un poco al joven Chomsky. Este drama de amor pudo ser más gracioso. Pero igual interesa.

El crítico de Página 12 opinó:

sin perder el estilo calculado, irónico y distanciado propio de Bioy, la novela se deja arrastrar por la fiebre, la pesadilla, el delirio médico, cruzando romanticismo y ciencia ficción...En la película todo está como atenuado, tanto el escalpelo irónico como el crecimiento de la locura, la paranoia, la descarada derivación al fantástico y lo kafkiano de la que la novela hace gala. Es como si la propia película no hubiera logrado consumar la almagración, quedando el alma del original a medio camino y un cuerpo, el de la película, idéntico a aquel y sin embargo sin ella.”

El filme para el cronista de Cinefreaks:

“...verdadero logro como guionista y como director. El resultado...es tan magnético como la fuente literaria en la cual está basada. En términos visuales … el filme es una fascinante recreación de la Buenos Aires de la década de 1950 y de un grupo de personajes de un típico barrio porteño cuyas vidas se ven alteradas por una sucesión de elementos sobrenaturales…. el suspenso y el horror...van in crescendo con una conflictiva mezcla de descreimiento y revelación...se construyen atmósferas que propician, inicialmente, la falsa convicción de que habitamos un mundo regido por leyes físicas incuestionables...un producto de excelente manufactura técnica...una excelente trasposición del texto original, o incluso...un coherente trabajo de adaptación a otro lenguaje, el cinematográfico, con tiempos tal vez más apremiantes pero también con una capacidad de síntesis inigualada por otros medios.

## Opiniones del director
En una entrevista publicada el 12-3-2012 Chomski contó que le había enviado a Bioy Casares una copia del mediometraje Escape al otro lado, una adaptación de su cuento Planes para una fuga al Carmelo que había filmado en 1993 cuando estudiaba en Nueva York, y que a los pocos días Bioy le invitó a tomar el té y le dijo que Escape... era la mejor película que había visto sobre la base de un texto suyo. Hubo otros encuentros posteriores y en uno de ellos le dijo que quería filmar la novela Dormir al sol y comenzó a negociar los derechos. Bioy murió en 1999 y recién en 2003 consiguió los derechos y empezó a escribirla. 
Para Chomski la película es “Mezcla comedia negra, thriller y literatura fantástica. Y en el fondo es una historia de amor. Hay que aclarar que la parte fantástica no está concebida a golpes de efectos. Está más cerca de algo kafkiano, con mucho humor”. Agrega que la película fue exhibida en varios festivales ocasionando interpretaciones diversas. En India le preguntaban por la reencarnación, en los Estados Unidos vieron alegorías del totalitarismo y en la República Checa les interesó el costado kafkiano.